# Inola (genre)
Pour l’article homonyme, voir Inola.
Genre
Inola est un genre d'araignées aranéomorphes de la famille des Pisauridae.

## Distribution
Les espèces de ce genre sont endémiques du Queensland en Australie.

## Liste des espèces
Selon World Spider Catalog (version 17.0, 04/05/2016) :
- Inola amicabilis Davies, 1982
- Inola cracentis Davies, 1982
- Inola daviesae Tio & Humphrey, 2010
- Inola subtilis Davies, 1982

## Publication originale
- Davies, 1982 : Inola nov. gen., a web-building pisaurid (Araneae: Pisauridae) from northern Australia with descriptions of three species. Memoirs of the Queensland Museum, vol. 20, p. 479-487.